# Tugimaantee 80
De Tugimaantee 80 is een secundaire weg in Estland. De weg loopt van Heltermaa via Kärdla naar Luidja en is 50,2 kilometer lang. 